# Сейфулин, Игорь Хамзаевич
Игорь Хамзаевич Сейфулин (28 мая 1960, Черногорск, Хакасская автономная область — 25 октября 2002, Черногорск, Республика Хакасия) — российский художник-живописец, график, поэт. Член Союза художников России (1995).

## Биография
Родился в семье горного инженера Хамзы Сандриевича и врача Валентины Васильевны Сейфулиных, склонных к творческим увлечениям. Школьную учебу в школе номер 5 в городе Черногорск совмещал с занятиями в детской художественной школе. После окончания восьмого класса работал на заводе, в художественной мастерской, руководителем кружка изобразительного искусства Дворца пионеров г. Черногорска. Первая персональная выставка прошла в Красноярске в 1989 году. Занимался на курсах для художников («дача» при Академии художеств СССР) в Подмосковье. По окончании его картины были взяты на международную выставку СССР-США «Звездный путь человечества» (1989).
В 1990-х годах прошли персональные выставки в Красноярске, Абакане, Москве, Черногорске.
По мнению искусствоведов Игорь Сейфулин — один из первых художников, которые обратившись к археологии, использовав обрядовые шаманские знаки и символы как архетипы, создавали индивидуальные концепции современного искусства. Характерные работы — «Оплодотворённая Земля», «Шаман», «Камлание в степи», «Песня золотого орла», «Влюблённые в безмятежность», «Любители горизонта» и др. Графические листы художника сопровождали поэтические композиции.
Несмотря на тяжелую болезнь активно участвовал в художественном оформлении православного храма в Черногорске. Ушел из жизни в октябре 2002 года.
В 2005 году персональная выставка его картин прошла в Доме журналиста в Москве. В городском музее Черногорска создана постоянная экспозиция картин художника. На фасаде школы № 5, где он учился, установлена памятная доска.